# Fallen Empires
Fallen Empires ist das sechste Studioalbum der britischen Rockband Snow Patrol. Europaweit wurde das Album am 11. November 2011 veröffentlicht und in den USA wurde es erst am 12. Januar 2012 auf den Markt gebracht.

## Hintergrund
Die Aufnahmen für das Album wurden in diversen Studios im US-amerikanischen Bundesstaat Kalifornien gemacht. Vor der Veröffentlichung des Albums sagte Gary Lightbody über das Album: 

„Sie klingt erwachsen, und sie klingt zugleich auch ausgelassen und verspielt. Ich wollte schon immer ein Album aufnehmen, das auf Augenhöhe ist mit denjenigen Alben, die mich schon immer fasziniert haben; und hoffentlich ist uns das dieses Mal gelungen.“

## Titelliste
1. I’ll Never Let Go – 4:43
2. Called Out in the Dark – 4:00
3. The Weight of Love – 4:16
4. This Isn’t Everything You Are – 4:57
5. The Garden Rules – 4:28
6. Fallen Empires – 5:19
7. Berlin – 2:04
8. Lifening – 3:52
9. New York – 4:00
10. In the End – 3:59
11. Those Distant Bells – 3:17
12. The Symphony – 6:07
13. The President – 4:34
14. Broken Bottles Form a Star (Prelude) – 1:30

## Rezeption
Die Rezensionen zum Album waren eher durchschnittlich.

„Neue Aufnahmetechniken, neue Arbeitsweisen, neue Inspirationsquellen: Man kann ihnen nicht unterstellen, sich nicht bemüht zu haben. Das sechste Album der Stadionhelden aus Glasgow sollte ein Einschnitt in die Bandhistorie werden. Mit „I’ll Never Let Go“ schielen Snow Patrol denn auch gleich ein bisschen auf die Tanzflächen, doch wabernde Synthies allein ergeben leider noch keinen Technoknaller. Gary Lightbodys Kartoffel-im-Mund-Gesang will zudem nicht so recht in eine Disco passen. Funktionierte bei Kele Okereke einfach besser! Der Wir-haben-uns-verändert-Rhythmus zieht sich anschließend wie ein Mantra durch „Fallen Empires“. Oft ist es nicht nur ein Effekt, ein Gitarrensolo, das dann stört – nein, ein ganzes Sound-Meer! Selbst der L.A. Inner City Mass Gospel Choir, neben Michael Stipe, Lissie und Troy Van Leeuwen (Queens Of The Stone Age) Gast bei den Aufnahmen, fungiert eher als schweres Sperrgut denn als himmlisches Beiwerk.“

„Die Entwicklung hin zum synthiegetragenen Großraumpoprock tut der dem britischen Quintett schon recht gut, umso bedauerlicher, dass es an letzter Konsequenz fehlt, um eine waschechte Kehrtwende zu markieren. Mit "ganz anders" meint Herr Lichtkörper es unter dem Strich ein bisschen zu gut mit sich und seinen Jungs. Zu oft bahnen sich altbekannte Poprock-Balladenstrukturen ihren Weg auf die Platte ("Lifening", "The President"). Dennoch ist "Fallen Empires" vielleicht ein kleines Stückchen Snow Patrol 2.0 - nur bräuchten sie den Mut, es überzeugter durchzuziehen.“